# 9e cérémonie des San Francisco Film Critics Circle Awards
La 9e cérémonie des San Francisco Film Critics Circle Awards, décernés par la San Francisco Film Critics Circle, a eu lieu le 13 décembre 2010, et a récompensé les films réalisés dans l'année.

## Palmarès
- Meilleur film :
  - The Social Network
- Meilleur réalisateur : (ex-æquo)
  - David Fincher – The Social Network
  - Darren Aronofsky – Black Swan
- Meilleur acteur :
  - Colin Firth pour le rôle du roi George VI dans Le Discours d'un roi (The King's Speech)
- Meilleure actrice :
  - Michelle Williams pour le rôle de Cindy dans Blue Valentine
- Meilleur acteur dans un second rôle :
  - John Hawkes pour le rôle de Teardrop  dans Winter's Bone
- Meilleure actrice dans un second rôle :
  - Jacki Weaver pour le rôle de Janine Cody dans Animal Kingdom
- Meilleur scénario original :
  - Le Discours d'un roi (The King's Speech) – David Seidler
- Meilleur scénario adapté :
  - The Social Network – Aaron Sorkin
- Meilleure photographie :
  - Black Swan – Matthew Libatique
- Meilleur film en langue étrangère :
  - Mother (마더) •  Corée du Sud
- Meilleur film d'animation :
  - Toy Story 3
- Meilleur film documentaire :
  - The Tillman Story
- Marlon Riggs Award (for courage & vision in the Bay Area film community)
  - Elliot Lavine